# Консервативная партия Квебека
Консервативная партия Квебека (фр. Parti conservateur du Québec) — региональная политическая партия, существовавшая в Квебеке с 1867 по 1936 годы.
Сформировалась на базе Синей партии, созданной в 1854 году. В 1867 первым премьер-министром провинции Квебек стал представитель Консервативной партии Пьер Жозеф Шово. Лидеры партии возглавляли правительство Квебека в 1867—1878, 1879—1887, 1891—1897.
В 1933 году лидером консерваторов стал Морис Дюплесси, в дальнейшем руководивший Квебеком на протяжении четверти века.
На выборах 1935 года консерваторы заключили союз с партией Национальное либеральное действие, фр. Action libérale nationale, а 20 июня 1936 года эти две партии окончательно объединились, образовав новую — Национальный союз, фр. Union Nationale. Лидером новой партии стал Морис Дюплесси.
Национальный союз потерял популярность в 1970-е годах и окончательно исчез в 1989 году. В то же время, в 1980-е годы была создана новая Консервативная партия Квебека. Партия существовала отдельно от федеральной Консервативной партии Канады, которая отвергла союз с непопулярными квебекскими консерваторами. Набрав на муниципальных выборах около 1 % голосов, партия вскоре была распущена.